# Edvin Latjens
Edvin Latjens(енгл. Edwin Landseer Lutyens, IPA: , 29. mart 1869 — 1. januar 1944) bio je britanski arhitekta poznat po maštovitom prilagođavanju tradicionalnih arhitektonskih stilova zahtevima svoga doba. Dizajnirao je mnoge engleske kuće.
Smatra se "najvećim britanskim arhitektom" i imao je ključnu ulogu u dizajniranju i izgradnji nekih delova Nju Delhija, od kojih je jedan kasnije postao sedište indijske vlade. Taj deo grada je u njegovu čast nazvan "Latjensov Delhi". U saradnji sa Herbertom Bejkerom konstruisao je nekoliko spomenika u Nju Delhiju, između ostalih i Indijsku kapiju.

## Poreklo i obrazovanje
Rođen je u Londonu, a odrastao je u Tersliju. Dobio je ime po prijatelju svoga oca, slikaru i vajaru Edvinu Henriju Landsiru. Studirao je arhitekturu na Umetničkoj školi Južni Kensington u Londonu od 1885. do 1887. Po završetku škole zaposlio se kao pripravnik u arhitektonskoj firmi Ernesta Džordža i Harolda Pitoa, gde se upoznao sa Herbertom Bejkerom.

## Privatna praksa
Samostalno je počeo raditi 1888, a njegov prvi projekat je bila privatna kuća u Farnamu. U to vreme je upoznao dizajnerku hortikulture Gertrud Džekil, a 1896. je započeo sa projektovanjem njene kuće u Godalmingu. To je bio početak profesionalnog partnerstva koje je značajno uticalo na Latjensov stil.
Latjensova slava je rasla sa popularnošću novog lajfstajl časopisa osnivača Edvarda Hadsona, u kojem su predstavljeni mnogi Latjensovi projekti. Hadson je bio veliki poštovalac njegovog dela i od njega je naručio više projekata, od kojih su najpoznatiji dvorac Lindisfarn i poslovna zgrada sa redakcijom časopisa u Londonu. Tih godina jedan od Latjensovih pomoćnika bio je Maksvel Erton.

## Projekti
Tokom ranih 1900-ih, njegov rad je postao više klasičan. Projekti su mu bili različite namene, od privatnih kuća do crkvi. Pre kraja prvog svetskog rata, postavljen je za jednog od troje glavnih arhitekata Komisije za ratna groblja Komonvelta (Commonwealth War Graves Commission) i bio je uključen u stvaranje brojnih spomenika u znak sećanja na mrtve. Dizajnirao je i spomen bašte u Dablinu (War Memorial Gardens), koje su obnovljene 1990. godine. Ostali radovi obuhvataju Tauer Hil spomenik i spomen-park Viktorija u Lesteru (slično njegovoj Indijskoj kapiji).
Dobio je titulu viteza 1918. godine i izabran je za člana Kraljevske akademije 1921. godine. 1924. imenovan je za člana Kraljevske novoformirane komisije likovnih umetnosti, taj položaj je zadržao do svoje smrti.
Dok je rad u Nju Delhiju trajao, Latjens je nastavio da prima i druge projekte, uključujući nekoliko komercijalnih objekata u Londonu i britansku ambasadu u Vašingtonu.
1924. godine je završio nadzor nad izgradnjom njegovog možda najpopularnijeg dizajna: Kuća lutaka kraljice Marije (Queen Mary's Dolls' House). Ova vila]] je sada stalna izložba u javnom prostoru dvorca Vindsor. Nije bila zamišljena kao igračka za decu, njegov cilj je bio da se tu izlažu najbolje britanske izrade ovog perioda.
1929. Latjens je dobio novi projekat - da dizajnira novu rimokatoličku katedralu u Liverpulu. Planirao je ogromnu zgradu od cigle i granita, sa kula]]ma i kupolom od 520 metara. Rad na ovom zdanju započeo je 1933, ali je zaustavljen tokom drugog svetskog rata. Posle rata, projekat je završen, ali samo sa završenom kriptom zbog nedostatka sredstava. Latjensov model nerealizovane zgrade završen je od strane Umetničke galerije Valker (Walker Art Gallery) 1975. godine. Arhitekta koji je završio katedralu je Frederik Giberd.
1925. godine dobio je zlatnu medalju od strane AIA (The American Institute of Architects).

## Nameštaj
Manje je poznato da je Latjens bio i dizajner nameštaj]]a. Neki od njegovih dizajn]]a su danas još uvek na tržištu.

## Nju Delhi
Projekat na kom je radio preko 20 godina, Nju Delhi, nalazi se u okviru metropole Delhi, popularno nazvane Latjensov Delhi. Izabrane je da zameni Kalkutu kao sedište britanske indijske vlade 1912. godine. Projekat je završen 1929. i zvanično otvoren 1931.
Novi grad sadrži obe zgrade parlamenta i kancelarije vlade (mnoge je dizajnirao Herbert Bejker) i bio je izgrađen isključivo od lokalnog crvenog peščara koristeći tradicionalni Mogulski stil.
Kada je pravio planove za Nju Delhi, Latjens je planirao da novi grad leži jugozapadno od utvrđenog grada Shahjahanabad. Sa planovima za grad, izložio je i plan za uličnu mrežu, koja se sastojala od širokih avenija sa drvoredima. Sagrađen u duhu britanske kolonijalne vladavine, na mestu gde se spajaju novi carski grad i staro gradsko jezgro trebalo je da se nađe tržni centar.
Latjens je preimenovan u viteza komandanta Reda Indijskog Carstva (Order of the Indian Empire) 1. januara 1930. godine.

## Irska
Rad u Irskoj uključuje Nacionalne irske spomen-bašte (Irish National War Memorial Gardens) u Dablinu, koji se sastoji od mosta preko pruge, mosta preko reke Lifej (Liffey) i dva sprata potopljenih bašti. Radio je na promenama i proširenjima zamka Lambaj (Lambay Castle), ostrva Lambaj u blizini Dablina.

## Španija
U Madridu je radio na rekonstrukciji palate Liria (Liria Palace), koja je teško oštećena tokom Španskog građanskog rata. Radove je naručio 17. vojvoda od Albe de Tormes (The 17th Duke of Alba de Tormes), španski plemić i vlasnik palate. Vojvoda je upoznao Latjensa dok je bio španski ambasador u Velikoj Britaniji. Palata je neoklasična zgrada arhitekte Ventura Rodrigeza (Ventura Rodriguez). Prvobitno je naručio 1. vojvoda od Bervika (The 1st Duke of Berwick) i Liria Džejms Fitz - Džejms, koji su bili u službi španskog kralja Filipa V.

## Brak i kasniji život
Dve godine nakon što je zaprosio i uprkos roditeljskom neodobravanju, Lady Emily Bulwer-Lytton (1874–1964]]), treća kći grofa od Litona (The 1st Earl of Lytton i bivšeg potkralja Indije, za Latjensa se udala 4. avgusta 1897. godine. Imali su petoro dece.
Njihova kći Elizabet je postala poznat kompozitor, druga kći Meri je bila poznata po svojim knjigama o Krišnamurti. Unuk Nikolas Ridli je je bio ministar u vladi Margaret Tačer.
Tokom kasnijih godina života, patio je od upale pluća. Ranih 1940-ih, dijagnostikovan mu je kancer. Umro je 1. januara 1944. godine i bio je kremiran. Njegov spomenik, dizajniran od strane njegovog prijatelja i kolege, arhitekte Vilijama Grina, je u kripti katedrale Svetog Pavla u Londonu.

## Najveći projekti
- 1901. Deanery Garden, Engleska
- 1925. British Medical Association, London, Engleska
- 1925. Old City Hall Cenotaph, Toronto, Kanada
- 1928. Hyderabad House, Nju Delhi, Indija
- 1929. Rashtrapathi Bhavan, Nju Delhi, Indija
- 1930. Castle Drogo, Engleska
- 1935. The Midland Bank, Mančester, Engleska
- 1936. Baroda House, Nju Delhi, Indija

## Spoljašnje veze
- The Lutyens Trust
- Jane Ridley, „Architect for the meteropolis“, City Journal, Spring 1998 Архивирано на веб-сајту  (30. март 2009)